# Alfred von Montenuovo

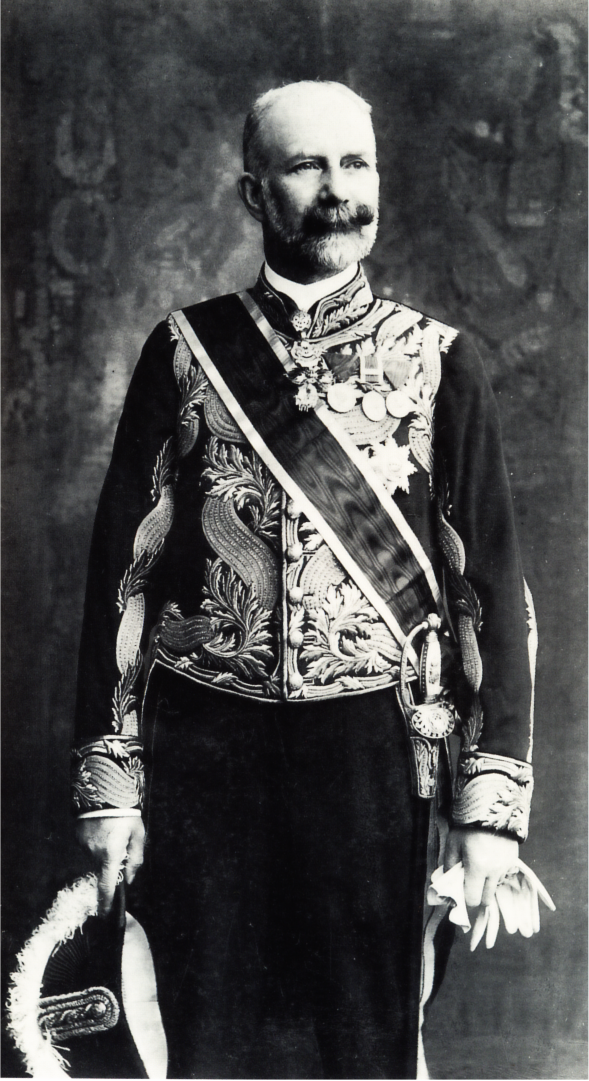
Alfred Fürst von Montenuovo in galauniform in 1902

Alfred von Montenuovo (Wenen, 16 september 1854 - aldaar, 6 september 1927), was een Oostenrijks-Hongaars hoffunctionaris. Zijn naam, Montenuovo, was de veritalianisering van het Duitse Neipperg.

## Biografie

### Achtergrond
Vorst Alfred Montenuovo was de zoon van Wilhelm Albrecht von Montenuovo (1819 - 1895) en diens echtgenote Juliane Batthyány von Némétujvár (1827 - 1871). Wilhelm Albrecht was de morganatische zoon van aartshertogin Marie Louise van Oostenrijk - weduwe van Napoleon I - en Adam Albert Graf und Herr von Neipperg. Graf Wilhelm Albrecht was bevriend met keizer Frans Jozef. In 1864 werd hij door de keizer in de vorstenstand verheven. Na het overlijden van zijn vader in 1895 werd Alfred Montenuovo de tweede vorst von Montenuovo.

## Leven
Alfred Montenuovo nam als jonge man deel aan de bezetting van Bosnië en Herzegovina door Oostenrijk. Na een militaire carrière werd hij in 1896/97 hofmeester van aartshertog Otto Frans van Oostenrijk, de jongere broer van de troonopvolger, aartshertog Frans Ferdinand van Oostenrijk-Este en vader van de laatste keizer Karel I. In deze functie probeerde hij Otto ervan te overtuigen dat hij een betere kandidaat voor de troon was dan zijn oudere broer.

### Obersthofmeister
Alfred Montenuovo werd in 1898 plaatsvervangend opperhofmeester (2. Obersthofmeister) aan het keizerlijk hof te Wenen. De opperhofmaarschalk was op dat moment Rudolf Fürst von Liechtenstein. Omdat Liechtenstein vaak ziek was, nam Montenuovo diens werkzaamheden vaak waar. Na het overlijden van vorst Liechtenstein in 1909 werd Montenuovo diens opvolger als opperhofmeester (1. Obersthofmeister). In die functie moest hij vooral toezien op het navolgen van het strikte, rigide protocol aan het Weense hof. Standsverschillen speelden een belangrijke rol. De troonopvolger, Frans Ferdinand, was getrouwd beneden zijn stand met Sophie Gräfin Chotek von Chotkowa, die weliswaar afkomstig was uit een oud en eerbiedwaardig geslacht, maar niet behoorde tot een regerend vorstenhuis. Gräfin Chotek werd na haar huwelijk met de troonopvolger geen aartshertogin en haar kinderen maakten geen kans op de Oostenrijks-Hongaarse troon. Alszodanig kon Sophie Chotek aan het hof en bij officiële gebeurtenissen niet worden behandeld als behorend tot de keizerlijke familie. Montenuovo zag het tot zijn taak de sociale ongelijkheid van het paar telkens de benadrukken tijdens officiële aangelegenheden, dit tot woede van Frans Ferdinand en verdriet van diens vrouw. Overigens koesterde Montenuovo weinig sympathie voor de troonopvolger, wat al bleek uit zijn pogingen om Frans Ferdinand als troonopvolger te doen laten passeren door diens jongere broer Otto.
Ministers, ambtenaren en andere hooggeplaatsten ergerden zich aan Montenuovo's aanwezigheid aan het hof. Tijdens audiënties met de keizer was Montenuovo altijd in de buurt en het bleek voor ministers vaak onmogelijk om de keizer iets vertrouwelijks mee te delen. De keizer zelf had het grootste vertrouwen in zijn Obersthofmeister, wat bleek uit het feit dat Montenuovo tot aan de dood van de keizer in 1916 opperhofmeester zou blijven.
Tot de officiële taken van Montenuovo behoorde naast het toezien op het strikt naleven van het hofprotocol ook het monitoren van de aartshertogen en aartshertoginnen; hij stond aan het hoofd van de keizerlijke musea, bibliotheken, stallen en keizerlijke landgoederen. Daarnaast deed hij onderzoek naar de adellijke afkomst van hen die graag zouden toetreden tot de keizerlijke hofhouding.
Alfred v. Montenuovo was een groot liefhebber van het theater. Als opperhofmeester viel ook het Hoftheater onder zijn verantwoordelijkheid. Hij stond bekend als de persoonlijke beschermheer van Gustav Mahler, de dirigent van de Hofopera. Hij was Ridder in de Orde van het Gulden Vlies. Verder droeg hij tweemaal de Jubileum-Herinneringsmedaille 1898, in de civiele vorm en in de ovale uitvoering voor hovelingen.

### Begrafenis van aartshertog Frans Ferdinand en hertogin Sophie
Na de moord op Frans Ferdinand en hertogin Sophie in juni 1914 werd Montenuovo belast met de organisatie van de begrafenis van de echtelieden. Frans Ferdinand had in zijn testament bepaald dat hij en zijn vrouw zouden moeten worden begraven op het landgoed van de aartshertog in Artstetten, dit om te voorkomen dat alleen Frans Ferdinand zou worden bijgezet in Kapuzinergruft in Wenen waar alle overleden Habsburgse keizers, prinsen en troonopvolgers en hun gelijken waren bijgezet. In Arstetten zouden de aartshertog en zijn gemalin naast elkaar kunnen worden begraven. De lichamen van de vermoorde echtelieden moesten echter wel worden opgebaard in de Kerk der Paters Kapucijnen in Wenen. Vorst Montenuovo gaf opdracht de kist van Sophie iets lager te plaatsen dan die van haar man, om duidelijk te maken dat hun huwelijk niet standesgemäss was. Kort hierop vroegen een aantal vooraanstaande aanhangers van de vermoorde aartshertog om het ontslag van Montenuovo, maar de keizer ging hier niet op in.
Na het overlijden van keizer Frans Jozef in november 1916 ontving Alfred von Montenuovo het Frans Jozef-kruis. De nieuwe keizer, Karel I hervormde de hofhouding drastisch. Het hofprotocol werd vereenvoudigd en de veelal bejaarde hofdignitarissen werden vervangen door frisse gezichten. Montenuovo moest ook het veld ruimen (zogenaamd omdat zijn naam bij een gokschandaal was genoemd). Hij werd als opperhofmeester vervangen door Leopold Graf Berchtold, de oud-minister van Buitenlandse Zaken. Zijn invloed bleef echter beperkt - hij had namelijk een aandeel in het uitbreken van de Eerste Wereldoorlog - en meer invloed verwierf de hofmaarschalk, Konrad Fürst Hohenlohe-Schillingfürst, een hervormingsgezind man.
Alfred Fürst von Montenuovo overleed op 72-jarige leeftijd, op 6 september 1927 in zijn Weense paleis aan de Löwelstraße. Zijn lichaam werd bijgezet in het familiegraf in Bóly, Hongarije.

## Privé
Alfred Fürst von Montenuovo trouwde op 30 oktober 1879 in Wenen met Franziska Gräfin Kinsky von Wchinitz und Tettau (1861 - 1935). Uit dit huwelijk werden vier kinderen (drie dochters en één zoon) geboren.
Montenuovo was een uitstekend paardenfokker. Samen met Graf Berchtold bezat hij de beste stallen van Oostenrijk. Hij was enige tijd voorzitter van Oostenrijkse Jockey Club. Onder zijn bestuur maakte men zich schuldig aan illegaal gokken, hetgeen breed werd uitgemeten in de pers en onder andere bijdroeg aan zijn ontslag in februari 1917 als opperhofmeester.

## Verwijzingen
1. ↑  Men diende in het bezit te zijn van ten minste acht adellijke kwartieren
2. ↑  In 1909 verkreeg Sophie de titel van hertogin van de keizer en maakte zij een sociale "promotie"
3. 1 2  14-18. De Eerste Wereldoorlog, door: Dr. R.L. Schuursma, dl. 1, 1975, blz. 130
4. ↑  Alfred Fürst von Montenuovo